# Tsarouchi

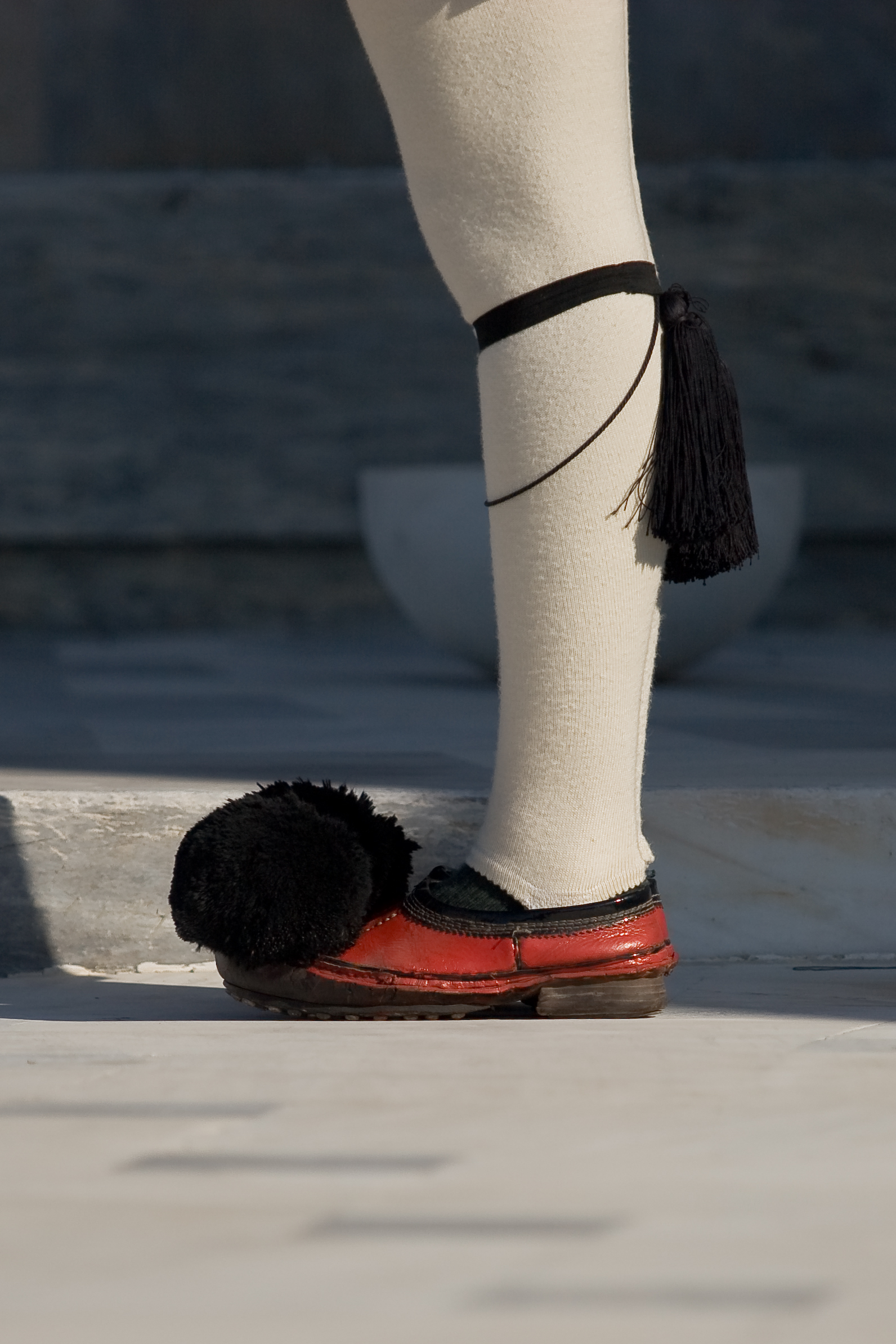
Tsarouchi cipő.

A Tsarouchi (görögül: τσαρούχι; többes száma: τσαρούχια; eredetileg a török çarık szóból) egy cipőfajta, amely a hagyományos görög hegyi könnyű lövész alakulatok, az Evzone tagjai által viselt lábbeli. A Görög Elnöki Gárda napjainkban is ezt a hagyományos lábbelit viselik. E cipőfajta eredete homályos és bizánci időkből ered, ám a környező törzsek népviselete jelentős hatással volt rá, például a törököké. Eredetileg hasonló felépítésű cipők különböző változatai szerte a Balkán-félszigeten elterjedtek voltak, ám a tsarouchia főleg Görögországban vált elterjedtté. Ezt a cipőfajtát mind a városi polgárság, mind pedig a vidéki parasztság is előszeretettel viselte, főleg a férfiak, de nők is viselték. A görög függetlenség tizenkilencedik században történő elnyerését követően e cipőfajta elterjedése már inkább csak elszigetelt területekre korlátozódott, mivel az elmaradottságot szimbolizálta a városiasodott, nyugatias szemléletű polgárok körében. Az Evzone tagjainak azonban a tsarouchi lábbelik megerősített változata maradt a huszadik század során is a rendszeresített lábbelijük, bár a katonáknál rendszerbe állították az első világháború során az első cipőfűzővel ellátott bakancsokat is. E cipőfajta egyértelműen kapocsként szolgált a hagyományos görög népviselet és a főleg az ország elmaradottabb hegyvidéki, falusias régióiból toborzott katonák között. Napjainkban már szinte kizárólag csak a Görög Elnöki Gárda tagjai viselik ezt a lábbelit, illetve különböző események alkalmával a görög hagyományőrző csoportok tagjai hordják. 
A tsarouchit főleg merev bőrdarabokból varrják össze kézzel, a mokaszinhoz hasonló kialakítással. Jellegzetes, hegyes orra van, melyre általában egy többnyire gyapjúból készült pompont is illesztenek, amely Törökországban is megfigyelhető. Ez az utóbbi kiegészítő egy újabb keletű változtatás a cipőn és a cipő vízállóságát hivatott javítani, illetve dekorálja a cipőt magát. Kevésbé díszes változata például ennek a cipőfajtának az opanak. 
A Tsarouchis (Τσαρούχης) egyben egy görög vezetéknév is, melynek legismertebb viselője Jannis Tsarouchis görög festő volt. 
A Balkánon élő arománok cipő szava, a tsâruhi szintén innen ered.

## Fordítás
Ez a szócikk részben vagy egészben  a   Tsarouchi című angol Wikipédia-szócikk ezen változatának fordításán alapul.  Az eredeti cikk szerkesztőit annak laptörténete sorolja fel. Ez a jelzés csupán a megfogalmazás eredetét és a szerzői jogokat jelzi, nem szolgál a cikkben szereplő információk forrásmegjelöléseként.